# アイ・ソー・ハー・アゲイン
「アイ・ソー・ハー・アゲイン」（I Saw Her Again）は、ママス&パパスが1966年に発表した楽曲。

## 概要
ママス&パパスは1965年11月、シングル「Go Where You Wanna Go」でデビューするが、この頃よりミシェル・フィリップスとデニー・ドハーティの不倫関係は始まっていた。1966年、ミシェルの不倫が夫のジョン・フィリップスに知れたのちも、彼女はさらにバーズのジーン・クラークと関係を結んだ。これらの一連の出来事をもとにジョンとデニーは本作品を共作したと言われている。
1966年6月、シングルA面曲として発表。B面は「たとえそうでも（Even If I Could）」。プロデューサーはルー・アドラー。同年8月30日発売のセカンド・アルバム『The Mamas & the Papas』に収録された。モノラルのシングル・バージョンはアルバム・バージョンよりも短い。
同年7月30日付のビルボード・Hot 100で5位を記録した。また、カナダのRPMのシングルチャートで1位、全英シングルチャートで11位を記録した。
プロモーション・フィルムも同時に作られた。メンバーはオートバイやスポーツカーで洋服屋に乗り込み、歌にあわせて店内で羽目を外すというもの。
2分42秒の辺りでドハーティが「I saw her...I saw her again last night」と言い淀むかのような印象を与える箇所がある。これは編集時におけるエンジニアのボーンズ・ハウのミスから生まれた。ハウはこう述べている。
「ミックスするときボーカルのパンチインを早くやりすぎてしまったんだ。すぐに気がついて歌の途中で止めた。でもプレイバックしたらルーが『これはいい！ そのままにするんだ』と叫んだ。単なる間違いだしミスだったが、それが賢明なるルーの心をとらえた。直感を信じるということを僕はそこから学んだ」